# Svarttjärnen (Gideå socken, Ångermanland)
Svarttjärnen är en sjö i Örnsköldsviks kommun i Ångermanland och ingår i Husåns huvudavrinningsområde.